# Boppur, Sindhnur
Boppur là một làng thuộc tehsil Sindhnur, huyện Raichur, bang Karnataka, Ấn Độ.